# Saxman
Saxman és una població dels Estats Units a l'estat d'Alaska. Segons el cens del 2000 tenia 431 habitants.

## Demografia
Segons el cens del 2000, Saxman tenia 431 habitants, 127 habitatges, i 90 famílies La densitat de població era de 166,4 habitants/km².
Dels 127 habitatges en un 35,4% hi vivien nens de menys de 18 anys, en un 44,1% hi vivien parelles casades, en un 21,3% dones solteres, i en un 29,1% no eren unitats familiars. En el 20,5% dels habitatges hi vivien persones soles el 6,3% de les quals corresponia a persones de 65 anys o més que vivien soles. El nombre mitjà de persones vivint en cada habitatge era de 3,13 i el nombre mitjà de persones que vivien en cada família era de 3,57.
Per edats la població es repartia de la següent manera: un 27,4% tenia menys de 18 anys, un 15,8% entre 18 i 24, un 26,2% entre 25 i 44, un 23,2% de 45 a 60 i un 7,4% 65 anys o més.
L'edat mediana era de 32 anys. Per cada 100 dones de 18 o més anys hi havia 133,6 homes.
La renda mediana per habitatge era de 44.375 $ i la renda mediana per família de 45.417 $. Els homes tenien una renda mediana de 35.139 $ mentre que les dones 37.500 $. La renda per capita de la població era de 15.642 $. Aproximadament el 7,4% de les famílies i el 12,1% de la població estaven per davall del llindar de pobresa.

## Poblacions més properes
El següent diagrama mostra les poblacions més properes.